# Montepastore
Montepastore (Måntpaståur o Måntpastûr in dialetto bolognese) è una frazione del comune italiano di Monte San Pietro, nella città metropolitana di Bologna, in Emilia-Romagna.

## Geografia fisica
Si trova a circa 7,79 chilometri dal capoluogo di Calderino, nella parte meridionale del relativo territorio comunale. Posta a 590 metri di altitudine, poco lontano dal paese vi sono le sorgenti del torrente Lavino, che scende dall’altopiano di Croce delle Pradole e lambisce l’abitato.

## Storia
Anticamente si chiamava Masseria: si trattava infatti di una località abitata da piccoli coltivatori e del feudo più orientale appartenente a Matilde di Canossa. Compare in documenti del 1170 con il nome di Monte Pastori o Mons Pastorius. In questa età e fin dall’XI secolo erano diffuse le case-torri, inizialmente con una funzione difensiva, poi sempre più abitativa fino al XV secolo. Nel secolo successivo si diffuse la grande proprietà terriera con la mezzadria.

## Monumenti e luoghi d'interesse

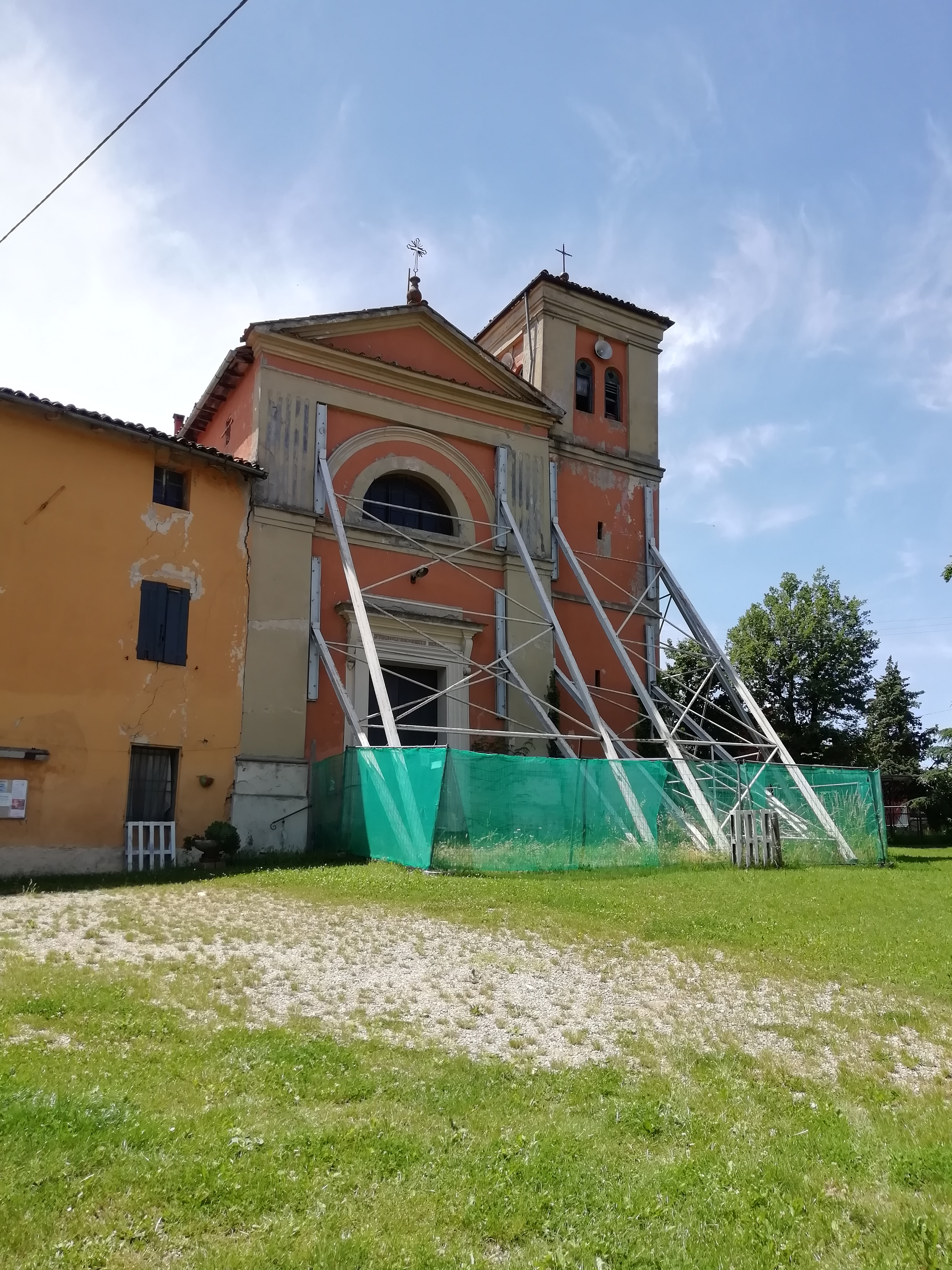
La chiesa di San Michele Arcangelo nel 2022

Nel centro abitato è presente una chiesa dedicata a San Michele Arcangelo. Se ne hanno notizie a partire dal XIV secolo (1378), ma ha subito nei secoli successivi radicali modifiche. Presenta una facciata divisa in due registri e sovrastata da un timpano. L'alzato è completamente intonacato in rosso mattone, mentre diversi elementi architettonici sono in giallo paglierino, colore che compare anche negli interni insieme al bianco.
Montepastore era anche sede di un castello, del quale oggi rimane visibile soltanto una torre.

## Infrastrutture e trasporti
La frazione è collegata al capoluogo comunale tramite la SP 26 Valle del Lavino, che a sud conduce verso Tolè.
Montepastore è servita dalla linea di autobus 686, gestita dalla TPER, che ha per capolinea Bologna e Tolè e passa per Zola Predosa e Calderino.